# Serrat de la Roqueta
El Serrat de la Roqueta és una muntanya de 718 metres que es troba al municipi de Sagàs, a la comarca catalana del Berguedà.
Al cim podem trobar-hi un vèrtex geodèsic (referència 284095001).